# Middlesbrough
Middlesbrough (i/ˈmɪdəlzbrə/ MID-əlz-brə) je velké město na jižním břehu řeky Tees v severovýchodní Anglii. Nachází se v ceremoniálním hrabství North Yorkshire. Místní unitary authority se nazývá Middlesbrough Borough Council.

## Historie
Historicky tvořilo část North Riding of Yorkshire a v roce 1968 se stalo centrem County Borough of Teesside, jež bylo začleněno v roce 1974 do nemetropolitního hrabství Cleveland. To zaniklo v roce 1996 a od té doby se platí současný stav.

## Okolí
Město se odlišuje od svého okolí v rámci Teesside větší urbanizací související s větší hustotou zalidnění. Městská zástavba přesahuje vlastní hranice města (Middlesbrough Borough) a zasahuje do oblastí Eston, Grangetown, Normanby, Ormesby a South Bank. Severovýchodně přibližně 10 km od města leží Teeský estuár a několik km na jih se nachází okraj národního parku North York Moors. 5 km východně leží třetí největší přístav ve Spojeném království Teesport a 13 km na západ poblíž Darlingtonu letiště Durham Tees Valley Darlington.

## Sport
- Middlesbrough FC – fotbalový klub

## Osobnosti města
- James Cook (1728 – 1779), mořeplavec, objevitel a výzkumník
- Brian Clough (1935 – 2004), fotbalista a trenér
- Paul Rodgers (* 1949), rockový zpěvák a skladatel známý jako člen skupin Free a Bad Company
- Micky Moody (* 1950), kytarista, který byl členem hard rockových kapel Juicy Lucy a Whitesnake
- Chris Rea (* 1951), kytarista, zpěvák a autor písní
- Jonathan Woodgate (* 1980), fotbalista
- Chris Tomlinson (* 1981), atlet – skokan do dálky
- Stewart Downing (* 1984), fotbalista
- James Arthur (* 1988), zpěvák

## Partnerská města
- Dunkerque, Francie, 1976
- Masvingo, Zimbabwe, 1990
- Oberhausen, Německo, 1974